# Santa Cruz (distrito de Cutervo)
Santa Cruz é um distrito do Peru, departamento de Cajamarca, localizada na província de Cutervo.

## Transporte
O distrito de Santa Cruz é servido pela seguinte rodovia:
- PE-4C, que liga a cidade ao distrito de Choros[1][2][3]